# پایه‌گذارخزندگان
پایه‌گذارخزندگان (نام علمی: Archegosauridae) نام یک تیره از راسته بریده‌مهرگان است.